# Hiério (irmão de Diógenes)
Hiério (em latim: Hierius) foi um filósofo romano de meados do século IV. Era irmão de Diógenes e de uma irmã de nome incerto que casou-se com Menandro de Corinto e tio de Aristófanes. Possivelmente pode ser identificado com o neoplatônico homônimo.